# Fabienne Godet
Fabienne Godet es una realizadora y guionista francesa nacida en 1964 en Angers (Francia).

## Biografía
Nació el 20 de mayo de 1964, en Angers (Francia) y pronto trabajó en una empresa de formación. Según cuenta ella misma, a mediados de los noventa, sufrió el acoso y la humillación y un despido improcedente de su empleo. En 1996, decide cambiar su rumbo. Estudia cine y psicología y comienza a rodar una película sobre la violencia silenciosa del mundo del trabajo. En la Quincena de Jóvenes Realizadores de Cannes, en 1999, presenta La tentation de l'innocence, medio metraje protagonizado por Emmanuelle Devos.

## Trayectoria
En 2006 rueda Sauf Le Respect Que Je Vous Dois, un thriller social con Olivier Gourmet, Dominique Blanc, Julie Depardieu y Marion Cotillard.
En 2009, Fabienne Godet vuelve con el documental Ne me libérez pas, je m'en charge, biopic sobre el exladrón Michel Vaujour.
Cuatro años más tarde, dirigió el drama Un lugar en la Tierra. con Benoît Poelvoorde y Ariane Labed.

## Filmografía

### Realizadora
- 1992 : La Vida como esto
- 1994 : Uno Cierto sabor de hierba fresca
- 1996 : El Sol ha prometido de levantarse mañana
- 1999 : La Tentación de la inocencia
- 2004 : El sexto hombre : el asunto Loiseau
- 2006 : Salvo el respeto que yo vosotros debo
- 2009 : No me liberéis, yo me encargo.
- 2013 : Un lugar en la Tierra[3]

### Guionista
- 1996 : El Sol ha prometido de levantarse mañana
- 1999 : La Tentación de la inocencia
- 2006 : Salvo el respeto que yo vosotros debo